# Poles Apart
"Poles Apart" es una canción de Pink Floyd de su álbum de 1994, The Division Bell. Las letras hablan sobre exmiembros de la banda, refiriéndose a Syd Barrett en el primer verso, y a Roger Waters en el segundo, según dice la coescritora Polly Samson.
La canción fue interpretada en vivo por Pink Floyd el 2 de marzo de 1994 en el Alamodome, San Antonio, Texas, Estados Unidos (Roio: Forever And Ever). La canción siguió tocándose en todo el resto de la gira en Norteamérica. En Europa, la canción fue interpretada en Lisboa, Portugal el 23 de julio de 1994 (Roio: Lisbon 2nd Night). La canción fue interpretada por última vez en el Earls Court, Londres, Gran Bretaña el 28 de octubre de 1994 (Roio: The Hitchhiker's Guide To Pink Floyd).

## Personal
- David Gilmour - Guitarra, voz
- Nick Mason - Batería y percusión
- Richard Wright - Teclado
- Guy Pratt - Bajo
- Jon Carin - Programación